# Griechische Männer-Handballnationalmannschaft
Die griechische Männer-Handballnationalmannschaft vertritt den Handballverband (OXE) Griechenlands (griechisch Ομοσπονδία Χειροσφαιρίσεως Ελλάδος) als Auswahlmannschaft auf internationaler Ebene bei Länderspielen im Handball gegen Mannschaften anderer nationaler Verbände.

## Weltmeisterschaft
Bei der Weltmeisterschaft 2005 in Tunesien belegte die Mannschaft bei ihrer ersten und bislang einzigen Teilnahme an einer Weltmeisterschaft den sechsten Platz.
Kader: Dimitrios Kaffatos (9 Spiele/0 Tore), Ioannis Chrysopoulos (9/0), Dimitrios Tzimourtos (4/6), Nikolaos Kokolodimitrakis (9/7), Georgios Zaravinas (9/8), Nikolaos Samaras (7/12), Alexandros Vasilakis (9/13), Nikolaos Grammatikos (9/17), Evangelos Voglis (8/18), Georgios Chalkidis (9/18), Grigorios Sanikis (9/18), Saša Živulović (9/20), Spyros Balomenos (9/32), Savas Karipidis (7/35), Alexandros Alvanos (9/41). Trainer: Ioannis Arvanitis.
In der Qualifikation für die Weltmeisterschaft 2007 scheiterte das Team in den Play-offs an Polen. Nach einem 27:22 im Hinspiel musste man sich im Rückspiel in Breslau mit 20:29 geschlagen geben. Auch in den Play-offs zur Weltmeisterschaft 2009 scheiterte man trotz eines 32:31 Rückspielerfolg gegen Spanien nach der 24:32 Hinspielniederlage. In der Qualifikation zur Weltmeisterschaft 2011 unterlag man erneut in den Play-offs, diesmal gegen das deutsche Team. In der Qualifikation 2015 setzte sich die griechische Auswahl in einer ausgeglichenen Gruppe gegen Israel, Belgien und die Niederlande durch und qualifizierte sich damit für die Play-offs im Juni 2014, in denen sie Nordmazedonien unterlag.

## Europameisterschaft
Von 1994 bis 2024 konnte sich die Mannschaft nicht für eine Europameisterschaft qualifizieren. In den Play-offs zur Endrunde 2016 unterlag die Mannschaft Anfang April 2014 in beiden Spielen Bosnien und Herzegowina. Bei der ersten Teilnahme belegte man nach drei Niederlagen in der Vorrunde den vorletzten Platz.
- Europameisterschaft 2024: 23. Platz (von 24 Mannschaften)

Kader: Petros Kandylas (3 Spiele/0 Tore), Panagiotis Papantonopoulos (3/0), Petros Boukovinas (3/1), Dimitrios Panagiotou (3/1), Nikolaos Passias (3/1), Dimitrios Tziras (3/1), Georgios Papavasilis (3/2), Evangelos Arampatzis (3/3), Stefanos Michailidis (3/3), Anastasios Papadionysiou (3/6), Nikolaos Liapis (3/7), Charalampos Mallios (3/8), Theodoros Boskos (3/8), Savvas Savvas (3/8), Achilleas Toskas (3/10), Christos Kederis (3/14), Eleftherios Papazoglou (ohne Einsatz), Athanasios Papazoglou (ohne Einsatz), Panagiotis Karampourniotis (ohne Einsatz). Trainer: Georgios Zaravinas.

## Olympische Spiele
Als Gastgeber war Griechenland bei den Olympischen Spielen 2004 in Athen automatisch gesetzt. Nach zwei Siegen in der Vorrunde scheiterte man im Viertelfinale am späteren Sieger Kroatien und wurde Sechster.
Kader: Jiotsa Chrysopoulos (8 Spiele/0 Tore), Dimitrios Kaffatos (8/0), Andreas Troupis (6/1), Nikolaos Kokolodimitrakis (8/3), Saša Živulović (8/4), Gregor Chatsatourian (7/4), Alexandros Vasilakis (7/4), Dimitrios Tzimourtos (7/5), Giorgos Zaravinas (6/5), Evangelos Voglis (7/14), Georgios Chalkidis (8/19), Alexandros Alvanos (8/23), Spyros Balomenos (8/31), Savas Karipidis (8/34), Nikolaos Grammatikos (8/41). Trainer: Ioannis Arvanitis.

## Mittelmeerspiele
Bei den Mittelmeerspielen in verschiedenen Ländern des Mittelmeerraumes ist Handball seit 1967, mit Ausnahme von 1971, fester Bestandteil. Dort erreichte die Auswahl folgende Platzierungen:
- Mittelmeerspiele 1983: 9.–10. Platz (von 10 Mannschaften)
- Mittelmeerspiele 1987: 6. Platz (von 8 Mannschaften)
- Mittelmeerspiele 1991: 4. Platz (von 10 Mannschaften)
- Mittelmeerspiele 1993: 9.–10. Platz (von 10 Mannschaften)
- Mittelmeerspiele 1997: 9.–13. Platz (von 13 Mannschaften)
- Mittelmeerspiele 2001: 9.–12. Platz (von 12 Mannschaften)
- Mittelmeerspiele 2005: 8. Platz (von 10 Mannschaften)
- Mittelmeerspiele 2009: 6. Platz (von 9 Mannschaften)
- Mittelmeerspiele 2013: 10. Platz (von 10 Mannschaften)
- Mittelmeerspiele 2018: 10. Platz (von 13 Mannschaften)
- Mittelmeerspiele 2022: 9. Platz (von 10 Mannschaften)

## Aktueller Kader
| Nr. | Spieler                    | Geburtstag | Alter | Position        | Größe  | Gewicht | Verein                      | Lsp. | Tore |
| --- | -------------------------- | ---------- | ----- | --------------- | ------ | ------- | --------------------------- | ---- | ---- |
| 38  | Evangelos Arampatzis       | 04.08.1996 | 27    | Rechtsaußen     | 1,84 m | 87 kg   | AEK Athen                   | 43   | 80   |
| 6   | Theodoros Boskos           | 07.04.2001 | 22    | Rückraum links  | 1,90 m | 85 kg   | Club Balonmano Puente Genil | 20   | 48   |
| 16  | Petros Boukovinas          | 08.03.1994 | 29    | Torhüter        | 1,88 m | 84 kg   | TV Großwallstadt            | 62   | 12   |
| 23  | Charalampos Dompris        | 23.07.1994 | 29    | Rückraum Mitte  | 1,87 m | 85 kg   | Olympiakos SFP              | 49   | 72   |
| 3   | Georgios Eleftheriadis     | 22.08.2001 | 22    | Rückraum links  | 1,90 m | 90 kg   | PAOK                        | 8    | 12   |
| 27  | Efthimios Iliopoulos       | 19.12.1996 | 27    | Rückraum rechts | 1,95 m | 94 kg   | AEK Athen                   | 31   | 96   |
| 34  | Ioannis Kalomoiros         | 23.05.1998 | 25    | Rückraum links  | 1,93 m | 98 kg   | PAOK                        | 16   | 23   |
| 24  | Petros Kandylas            | 28.02.1991 | 32    | Rückraum Mitte  | 1,97 m | 95 kg   | Olympiakos SFP              | 59   | 52   |
| 19  | Panagiotis Karampourniotis | 20.02.1998 | 25    | Kreisläufer     | 1,96 m | 105 kg  | Olympiakos SFP              | 26   | 25   |
| 99  | Christos Kederis           | 29.04.1994 | 29    | Linksaußen      | 1,69 m | 75 kg   | AEK Athen                   | 18   | 29   |
| 2   | Panteleimon Kostakidis     | 04.07.1990 | 33    | Linksaußen      | 1,86 m | 86 kg   | AO Diomidis Argos           | 32   | 56   |
| 1   | Konstantinos Kotanidis     | 07.02.1992 | 31    | Torhüter        | 1,84 m | 100 kg  | Olympiakos SFP              | 16   | 1    |
| 26  | Alexandros Koukoulas       | 13.05.2003 | 20    | Rückraum rechts | 1,93 m | 93 kg   | Olympiakos SFP              | 7    | 12   |
| 32  | Nikolaos Kritikos          | 24.09.1996 | 27    | Rückraum links  | 1,92 m | 90 kg   | AEK Athen                   | 23   | 32   |
| 8   | Nikolaos Liapis            | 24.08.1999 | 24    | Kreisläufer     | 1,93 m | 93 kg   | AEK Athen                   | 29   | 52   |
| 11  | Charalampos Mallios        | 06.08.1987 | 36    | Rückraum Mitte  | 1,84 m | 85 kg   | AEK Athen                   | 70   | 206  |
| 39  | Georgios Markatatos        | 16.03.2000 | 23    | Kreisläufer     | 1,99 m | 116 kg  | RK Partizan Belgrad         | 4    | 0    |
| 13  | Stefanos Michailidis       | 15.05.1994 | 29    | Kreisläufer     | 2,00 m | 98 kg   | Olympiakos SFP              | 27   | 16   |
| 10  | Christodoulos Mylonas      | 13.05.1995 | 28    | Rückraum links  | 1,89 m | 84 kg   | Doukas School Athletic Club | 54   | 152  |
| 29  | Eleftherios Pagiatis       | 13.06.2002 | 21    | Kreisläufer     | 1,85 m | 100 kg  | Doukas School Athletic Club | 7    | 10   |
| 5   | Dimitrios Panagiotou       | 21.05.2004 | 19    | Rückraum Mitte  | 1,82 m | 85 kg   | Doukas School Athletic Club | 8    | 14   |
| 28  | Anastasios Papadionysiou   | 11.08.1990 | 33    | Kreisläufer     | 1,90 m | 93 kg   | AEK Athen                   | 81   | 117  |
| 40  | Panagiotis Papantonopoulos | 02.10.2001 | 22    | Torhüter        | 1,90 m | 100 kg  | Olympiakos SFP              | 19   | 0    |
| 18  | Georgios Papavasilis       | 31.07.2000 | 23    | Linksaußen      | 1,82 m | 90 kg   | Olympiakos SFP              | 23   | 14   |
| 12  | Eleftherios Papazoglou     | 03.07.1997 | 26    | Torhüter        | 1,92 m | 82 kg   | PAOK                        | 2    | 0    |
| 20  | Athanasios Papazoglou      | 28.01.2002 | 21    | Rückraum rechts | 1,92 m | 95 kg   | PAOK                        | 7    | 8    |
| 14  | Nikolaos Passias           | 17.02.1995 | 28    | Rückraum links  | 1,92 m | 100 kg  | Olympiakos SFP              | 52   | 68   |
| 77  | Savvas Savvas              | 07.07.1997 | 26    | Rückraum links  | 1,92 m | 100 kg  | Olympiakos SFP              | 8    | 33   |
| 50  | Marco-Jan Terlecki         | 08.05.2000 | 23    | Torhüter        | 1,95 m | 94 kg   | AO Diomidis Argos           | 3    | 0    |
| 15  | Achilleas Toskas           | 01.10.2004 | 19    | Rückraum rechts | 1,91 m | 92 kg   | Bianco Monte Drama 86       | 12   | 44   |
| 37  | Christoforos Tsakouridis   | 08.12.1998 | 25    | Rückraum Mitte  | 1,88 m | 95 kg   | AO Diomidis Argos           | 2    | 1    |
| 4   | Grigorios Tzimpoulas       | 23.01.2001 | 22    | Linksaußen      | 1,78 m | 70 kg   | Olympiakos SFP              | 5    | 15   |
| 21  | Dimitrios Tziras           | 05.04.1991 | 32    | Rechtsaußen     | 1,90 m | 80 kg   | Olympiakos SFP              | 81   | 296  |
| 36  | Nikolaos Tzortzinis        | 25.02.2002 | 21    | Rechtsaußen     | 1,96 m | 86 kg   | PAOK                        | 12   | 35   |
| 31  | Ioannis Vasileiou Tsafos   | 23.10.2003 | 20    | Rechtsaußen     | 1,87 m | 80 kg   | AEK Athen                   | 7    | 3    |

## Weitere ehemalige Spieler

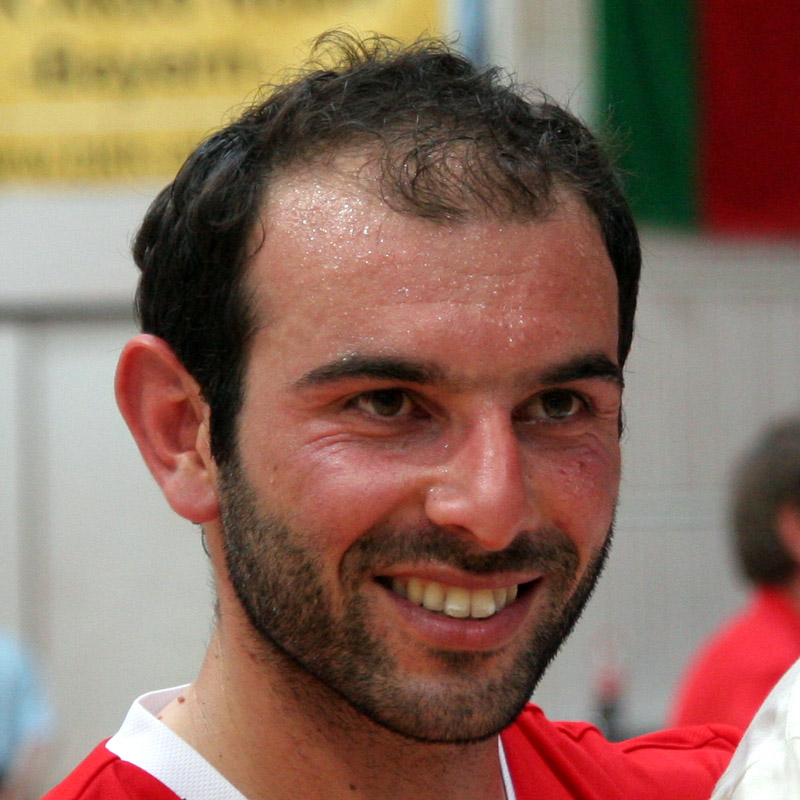
Savas Karipidis bestritt über 200 Länderspiele

- Konstantinos Chantziaras
- Charalampos Mallios
- Vyron Papadopoulos
- Nikolaos Samaras
- Konstantinos Tsilimparis
- Nikolaos Tzoufras

## Trainer
Nationaltrainer waren unter anderem Janusz Czerwiński (1984–1987), Ioannis Arvanitis, Goran Perkovac (2005–2007), Panagiotis Iatroudis, Nikolaos Georgiadis, Panayiotis Messinis (2012–2016), Nikolaos Grammatikos (2016–2019), Ioannis Arvanitis (2019–2021) und seit 2021 Georgios Zaravinas.